# Dunaszentmiklós

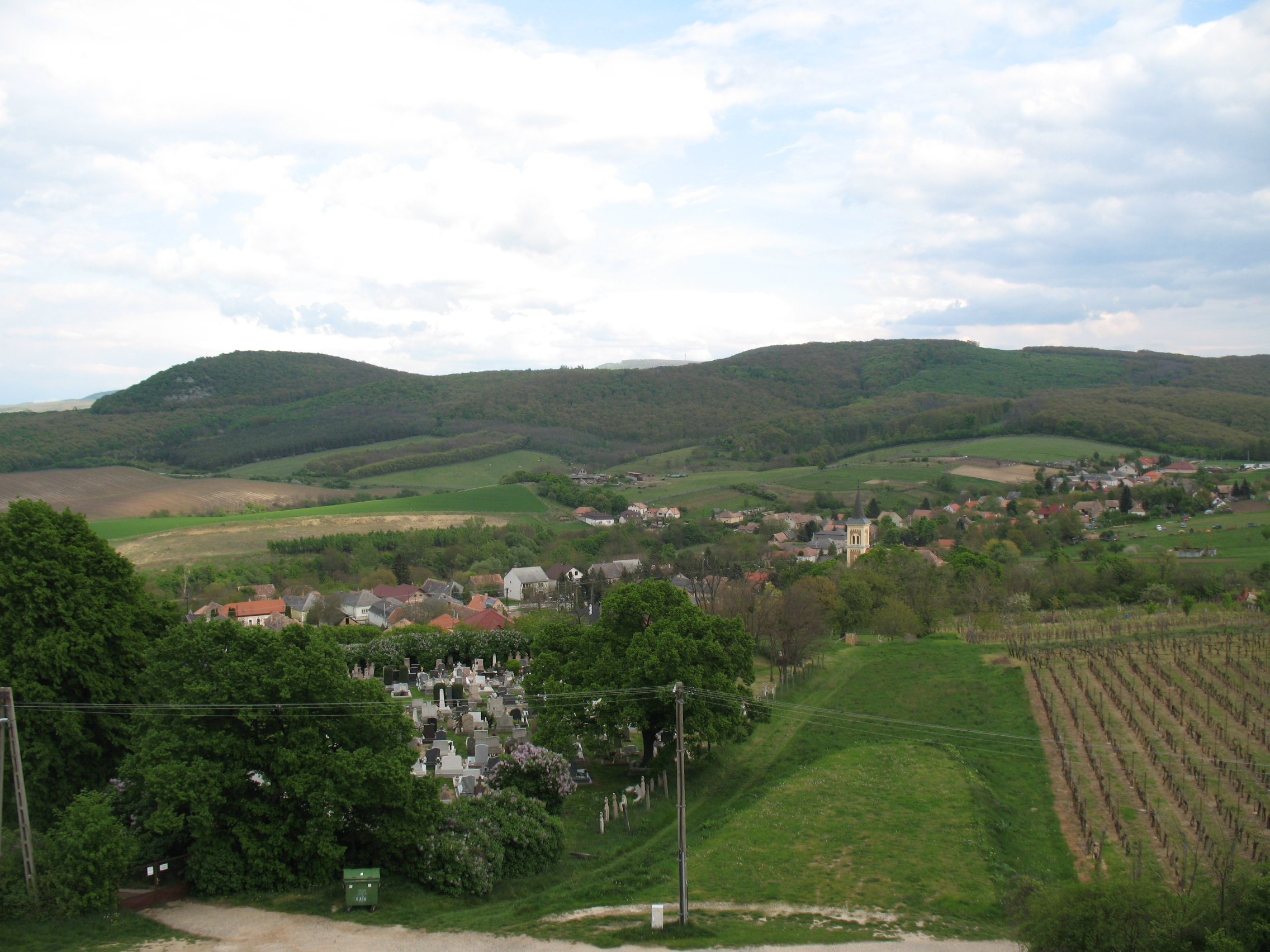
Vy över Dunaszentmiklós

Dunaszentmiklós (tyska: Niklo) är ett mindre samhälle i provinsen Komárom-Esztergom i Ungern. År 2019 hade Dunaszentmiklós totalt 445 invånare.